# Conservatoire national de musique de Tunis
Le Conservatoire national de musique de Tunis (arabe : المعهد الوطني للموسيقى بتونس) est une institution d'enseignement musical tunisienne située à Tunis.
Apres l'indépendance de la Tunisie, le Conservatoire national de musique et de danse de Tunis voit le jour en 1956. En 1993, il est rebaptisé Conservatoire national de musique de Tunis. Baptisé Conservatoire Salah-El-Mahdi le 30 mai 2017, il s'agit d'un établissement placé sous la tutelle du ministère de la Culture.
Installé avenue de Paris, il est l'une des plus anciennes institutions de musique du pays.

## Histoire

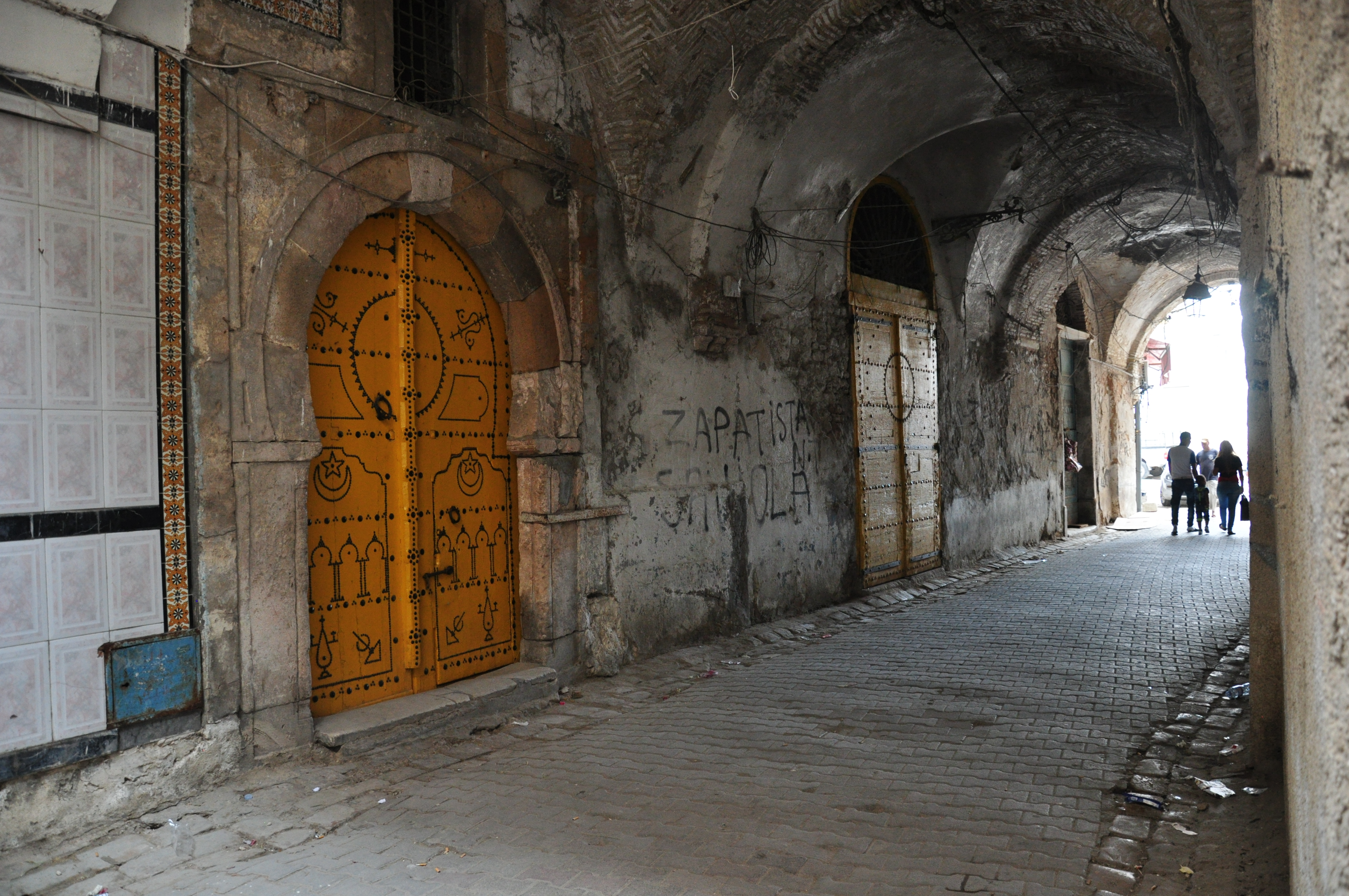
Locaux de la rue Zarkoun.

Après l'indépendance, la formation musicale dure cinq ans au Conservatoire national de musique et de danse, situé à la rue Zarkoun. De 1957 à 1968, Emanuel Tchèri est le superviseur pédagogique des matières occidentales au conservatoire. Les maqâms orientaux et tunisiens, les rythmes tunisiens et orientaux et la photographie musicale sont enseignées en quatrième année, alors que la dictée vocale, les performances et l'histoire de la musique arabe sont enseignées en cinquième année.
Les étudiants ont le choix entre la musique arabe, obtenant ainsi le diplôme de musique arabe en fin de formation, et les matières de la musique occidentale et obtenir en cinquième année un diplôme de musique occidentale dit « la médaille ». Les diplômés du diplôme de musique occidentale ont le droit d'étudier d'autres matières occidentales pendant une période de trois ans, à savoir l'harmonie et la dictée occidentale harmonieuse, le chant occidental et l'analyse de la musique occidentale. En ce qui concerne l'enseignement des instruments occidentales, la formation dure huit ans. En fin de formation, l'étudiant obtient un diplôme d'instrument, appelé « premier prix ». Pour les instruments arabes, après obtention obligatoire du diplôme de musique arabe, les étudiants peuvent passer le diplôme d'interprétation instrumentale.
En 1967, le Conservatoire national de musique et de danse s'installe sur l'avenue Mohammed-V.
En 1972, à la suite de la création du Centre de formation des adultes pour l'apprentissage de la musique à la rue Zarkoun, le Conservatoire national de musique et de danse se spécialise dans l'éducation des jeunes.
En 1980, le diplôme de musique occidentale est abandonné et la formation se limite à l'obtention d'un diplôme de musique arabe et d'un diplôme d'instrument.
Le dépôt légal des phonogrammes, institué en Tunisie en 1977, est géré par le Conservatoire national de musique de Tunis jusqu'en 1994. Il est par la suite géré par la phonothèque nationale tunisienne.

## Directeurs
- 1957-1968 : Salah El Mahdi[1]
- 1968-1979 : Hédia Saklani Chédi[1]
- 1979-1993 : Ahmed Achour[1]
- 1993-1995 : Mohamed Garfi[1]
- 1995-1996 : Rached Abdelkader[1]
- 1996-2005 : Hamadi Ben Othman[1]
- 2005-2011 : Lassaâd Kriaa
- depuis 2011 : Rachid Koubaâ

## Personnalités

### Enseignants
- Ahmed Achour[1]
- Abdelhamid Ben Aljia[1]
- Tahar Gharsa[1]
- Hédi Jouini[1]
- Salah El Mahdi[1]
- Mohamed Saâda[1]
- Kaddour Srarfi[1]
- Fethi Zghonda[1]

### Étudiants
- Lotfi Abdelli
- Ahmed Achour
- Syhem Belkhodja
- Anouar Brahem[4]
- Mohamed Garfi
- Dorsaf Hamdani
- Hafedh Makni
- Sonia M'Barek
- Mourad Sakli
- Sana Souissi
- Amina Srarfi